# NGC 7465
NGC 7465 is een lensvormig sterrenstelsel in het sterrenbeeld Pegasus. Het hemelobject werd op 16 oktober 1784 ontdekt door de Duits-Britse astronoom William Herschel.

## Synoniemen
- UGC 12317
- IRAS 22595+1541
- MCG 3-58-24
- ZWG 453.50
- MK 313
- PRC D-42
- KUG 2259+156
- PGC 70295